# 김여란
김여란(金如蘭, 1907년 ~ 1983년)은 대한민국의 국악인이다. 본명은 분칠(粉七), 호는 향곡(香谷)이며 전북 고창에서 태어났다. 어려서부터 가곡과 기악을 배우고 정정렬의 문하에 들어가서 《춘향가》를 배웠다. 정정렬 소리제를 가장 정통적으로 계승하고 있다. 《춘향가》는 무형문화재 제5호로 지정되었다. 그의 발림은 고풍의 자태를 지니고 있다. 이후 판소리 보존연구회 고문을 지냈다.